# Desastre do teleférico de Cavalese

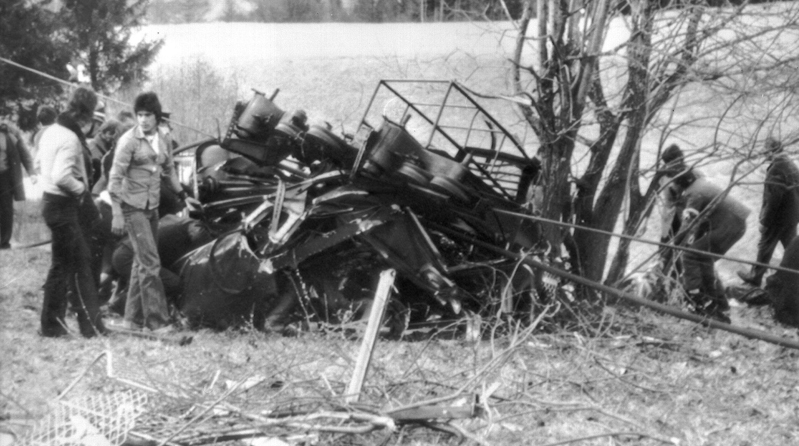
A cabine caiu cerca de 60 metros (200 pés) na encosta de uma montanha, então foi arrastada pelo cabo transportador por mais 100-200 metros ao longo do solo antes de parar em um prado gramado.

O desastre de teleférico de Cavalese é o acidente de teleférico mais mortal da história. Em 9 de março de 1976, o cabo de suporte de aço quebrou quando um teleférico totalmente carregado descia do Monte. Cermis, perto da estação de esqui italiana de Cavalese nas Dolomitas, 40 km (25 milhas) a nordeste de Trento. A causa do desastre foi uma sobreposição do cabo transportador com o cabo de suporte próximo ao primeiro pilão, o que resultou no corte do cabo suporte pelo transportador.
O teleférico tinha capacidade para 40 pessoas ou 7 000 libras (3 200 kg). No momento da queda, às 17h19, o teleférico tinha 43 ocupantes, justificados pela operadora como sendo muitos deles crianças. A maioria das vítimas eram alemães ocidentais de Hamburgo. Entre os que estavam a bordo estavam 21 alemães ocidentais, 11 italianos, 7 austríacos e uma francesa.